# Luis III de Turingia
Luis III, apodado Luis el Piadoso o Luis el Suave (1151/52-16 de octubre de 1190) fue miembro de la familia de los Ludovinos dinastía que gobernó como Landgrave de Turingia desde 1172 hasta su muerte.

## Vida
Fue el primogénito del Landgrave Luis II y su esposa Judith de Hohenstaufen. En 1172, sucedió a su padre como Landgrave de Turingia, mientras que su hermano menor Enrique Raspe III (no confundirse con el posterior anti-rey Enrique Raspe V) heredó Hesse y las posesiones en el Rin.
Luis III continuó la política de su padre. Mantuvo disputas con las familias nobles de Turingia y los gobernantes vecinos (incluyendo las Casas de Schwarzburg y Ascania) y con el Arzobispado de Maguncia. Era sobrino del emperador Federico Barbarroja y apoyó sus políticas. Inicialmente, se puso del lado de Enrique el León de la Casa de Welf, pero cuando Enrique se enfrentó con los Suabos en 1179, Luis se unió a los oponentes sajones de Enrique. En 1180, recibió el Condado Palatino de Sajonia como recompensa. Sin embargo, entregó el Condado Palatino a su hermano Hermann I, Landgrave de Turingia en 1181.
Participó en la Tercera Cruzada. Cuando el cuerpo principal tomó la ruta terrestre a través de la Balcanes y Asia Menor, Luis III y sus hombres se embarcaron en Brindisi y navegaron a Tiro. Tras llegar a la Tierra Santa, participó en el sitio de Acre. Sin embargo, antes de que Barbarroja llegara con el ejército principal, Luis III cayó enfermo y decidió regresar a casa. Murió de camino a Chipre. Sus entrañas fueron enterradas en la isla y sus huesos entregados al monasterio de Reinhardsbrunn. En el siglo XIV, sus huesos fueron enterrados de nuevo en la Iglesia de San Jorge en Eisenach.